# Шийчино
Шийчино (укр. Шийчине) — село, Сеннянский сельский совет,
Богодуховский район, Харьковская область, Украина.
Код КОАТУУ — 6320888002. Население по переписи 2001 г. составляет 135 (61/74 м/ж) человек.

## Географическое положение
Село Шийчино находится правом берегу реки Мерла. Ниже по течению расположено село Москаленки, выше по течению — село Песочин, на противоположном берегу село Заброды.

## История
1868 — дата основания.

## Экономика
В селе есть молочно-товарная ферма.